# كابوداري
كابوداري  هي مدينة، في فنزويلا، تقع في Palavecino Municipality ‏ ، وهي عاصمتها، بلغ عدد سكانها 70,578  نسمة وذلك حسب إحصائيات سنة 2010، رمزها البريدي هو 3023.